# جيندي تارتاكوفسكي
جيندي تارتاكوفسكي (الروسية: Геннди Тартаковский) (اسمه الكامل غيندي بوريسوفيش تارتاكوفسكي (بالروسية: Геннадий Борисович Тартаковский)ً هو رسام رسوم متحركة سوفيتي من أصل أمريكي، مدير، وكاتب ومنتج. من مواليد 17 كانون الثاني / يناير 1970 في موسكو، اتحاد الجمهوريات الاشتراكية السوفيتية.

## أعماله
- تو ستيوبد دوغس (1993)
- مختبر دكستر (1996)
- فتيات القوة (1998)
- ساموراي جاك (2001)
- حرب النجوم: حرب المستنسخين (مسلسل تلفزيوني 2003)
- السلطة المظلمة من كريستال
- سيم بايونك تايتن (2010)
- فندق ترانسلفانيا (2012)
- فندق ترانسلفانيا 2 (2015)
- فندق ترانسلفانيا 3 (2018)
- PRIMAL

## روابط خارجية
- جيندي تارتاكوفسكي على موقع IMDb (الإنجليزية)
- جيندي تارتاكوفسكي على موقع ألو سيني (الفرنسية)
- جيندي تارتاكوفسكي على موقع ميوزك برينز (الإنجليزية)
- جيندي تارتاكوفسكي على موقع أول موفي (الإنجليزية)
- جيندي تارتاكوفسكي على موقع قاعدة بيانات الأفلام السويدية (السويدية)
- جيندي تارتاكوفسكي على موقع ديسكوغز (الإنجليزية)
- جيندي تارتاكوفسكي على موقع قاعدة بيانات الفيلم (الإنجليزية)
- جيندي تارتاكوفسكي على موقع كينوبويسك (الروسية)